# Kunyhós Szent János
Kunyhós Szent János, görögösen Jóannész Kalüvitész (Konstantinápoly, 430 körül – Konstantinápoly, 450 körül) szentként tisztelt késő ókori keresztény szerzetes. Élettörténete nagyban hasonlít a római Szent Elek (Alexius) történetére.

## Élete
Előkelő, gazdag császári hivatalnok fiaként született Konstantinápolyban. Mint szüleinek legkisebb gyermekét, nagy szeretettel vették körül otthonában és gondosan taníttatták. Azonban már fiatal korában megmutatkozott elhivatottsága a vallás iránt: amikor megtanult olvasni, szép ruha helyett egy evangéliumos könyvet kért szüleitől. Szülei ezt meg is szerezték neki, János pedig ezután elmélyedt a kereszténység szent történeteiben. Egyúttal gyakran hallgatta a Szentföldet megjárt zarándokok történeteit Krisztus szülőföldjéről. 12 éves korában egy közeli kolostor szerzetese mesélt neki a szerzetesi életről, ami Jánosnak egyből elnyerte a tetszését. Megígértette a szerzetessel, hogy a legközelebbi alkalommal magával viszi őt a kolostorba, ami meg is történt – bár János titokban utazott el hazulról, mert félt: szülei nem engednék el. Egyedül a szeretett evangéliumos könyvét vitte el magával.
A kolostor apátja kezdetben nem akarta felvenni a nagyon fiatal és nagyon gazdag családból való ifjút, de János sírása és könyörgése hatására végül mégis beöltöztette novíciusnak. Az ifjú szerzetest szülei halálra keresték több távoli helyen, nem sejtve, hogy a közeli Irehéon kolostorban tartózkodik. 7 éven át élt itt nagy alázatosságban, de honvágya végül egyre erősebb lett a szívében: végül elmondta apátjának gyötrődéseit. Az apát összegyűjtötte a kolostor lakóit, majd meghallgatva tanácsukat, ezzel a szavakkal engedte el Jánost: „Menj fiam, az Isten oltalmazzonǃ Ő legyen a vezetőd, s vigyázzon rád, hogy el ne térj akaratától.”
A 19 éves János tehát otthagyta a kolostort, ruháját egy koldusnak adta, és maga öltözött koldusruhába, ugyanakkor evangéliumos könyvétől nem vált meg. Kétfajta szeretettel küzdött szívében, amikor így imádkozott: „Uramǃ Te adtad a gyermeki szívbe ezt a nagy szeretetet a szülők iránt. Hiszen életüket köszönik nekik. Mégis azt akarod, hogy minden természeti érzésen felülemelkedve Téged jobban szeressünk. Azt is tudod, hogy én gyermekségemtől fogva csak Neked akartam szolgálni, csak a Te kedvedet kerestem. Ne hagyj el, Istenem ebben a nehéz kísértésben. Adj erőt, bátorságot, hogy legyőzzem magam.”
Éjszaka érkezett a szülői házhoz. Letelepedett az ajtó lépcsőjére és ott aludt el. Ott találták még reggel a ház szolgái, akik megengedték a koldusnak, hogy a házhoz közel kis kunyhót építsen (innen ered mellékneve), és abba költözzön. Bár naponta látta szüleit, azok nem ismerték fel őt, János pedig azt eltűrte, hogy anyja parancsára távolabb kelljen költöznie, hogy a gazdag úriasszony szemét ne zavarja egy koldus állandó látása. 3 évig élt ebben az állapotában, majd megbetegedve magához kérette anyját. Anyja nagy nehezen szánta rá magát a koldussal való személyes beszélgetésre, János pedig megköszönte neki a lehetőséget az ott lakásra, majd neki adta régi evangéliumoskönyvét. Anyja nem ismerte fel ekkor sem, csak a házba visszamenve döbbent rá, kinek is a könyvét foghatja a kezében. Magához hívatta, akinek szintén ismerős volt a könyv. Döbbenten rohantak vissza a kunyhóba, hátha tud valamit mondani a koldus elveszett fiúkról, és csak hosszas faggatás során jöttek rá arra: az egyszerű koldus maga az elveszett gyermek. (Ezt végül János is bevallotta.) Még néhány órát élt, majd kiszenvedett szülei karjában. Mindössze 22 éves volt.
Szülei a kunyhó helyén kápolnát építettek, és vagyonuk nagy részét szétosztották a szegények között. Tisztelete hamarosan elterjedt a görög területeken, szinte döbbenetes alázatossága miatt a legnagyobb remeték között tartja számon az ortodox kereszténység. Testét 1204-ben Rómába szállították, és Tiberis szigetén temették el az tiszteletére emelt templomban. Ünnepét január 16. napján ülik.

## Egyéb hivatkozások
- https://dormitioninconcord.wordpress.com/2015/01/28/saint-john-the-hut-dweller/
- http://www.orthodoxchristian.info/pages/St_JohnKal.htm Archiválva 2019. február 25-i dátummal a Wayback Machine-ben